# Cordillera Lost River
La cordillera Lost River (en inglés, Lost River Range, que significa «cordillera del río perdido») es una cordillera de altas montañas del noroeste de los Estados Unidos, localizada en la parte central del estado de Idaho. 

## Geografía
La cordillera Lost River se desarrolla en dirección sureste, aproximadamente durante unos 120 km, desde el río Salmon, cerca de la comunidad de Challis, hasta el valle del río Snake cerca de Arco. Al oeste de la cordillera están los valles del río Salmon y del río Big Lost, mientras que hacia el este están los valles del río Little Lost y Pashimeroi y más allá, la cordillera Lehmi. La parte noroccidental de la cordillera está formada por las montañas Pashimeroi.
Administrativamente, la parte noroeste está localizada en el condado de Custer y el extremo sureste en el condado de Butte.
La cordillera comienza en la orilla oriental del río Salmon, a una altura de unos 1.525 m. Rápidamente sube a la montaña Grouse Creek («Grouse Creek Mountain», 3.378 m) y al pico Dickey («Dickey Peak», 3.395 m), y luego desciende hasta el paso Double Springs («Double Springs Pass»), por donde discurre una de las dos carreteras que cruzan la cordillera. Muy cerca se encuentra un sitio de interpretación para explicar los efectos del terremoto pico Borah («Borah Peak Earthquake»), un terremoto de magnitud 6,9 acaecido el 28 de octubre de 1983 que afectó a cordillera. El valle del río Big Lost descendió y la cordillera se elevó, dejando una falla escarpada de hasta 5 m a lo largo de la base de las montañas.

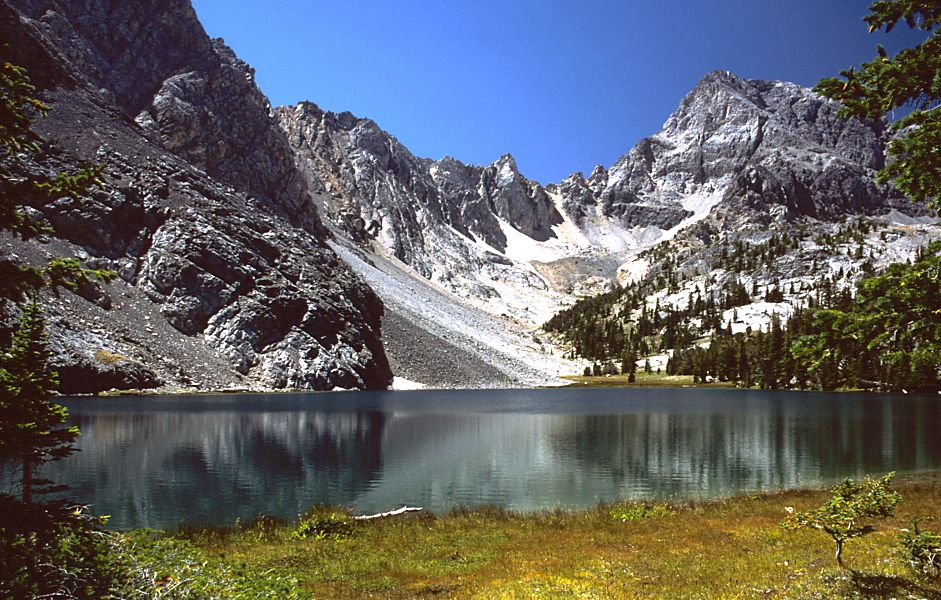
El lago Merriam, en la cordillera.

La cordillera sigue después elevándose hasta su alta en su sección central, que incluye muchos de los picos más altos del estado. El pico Borah («Borah Peak»), el más alto, se eleva a 3.859 m. Más al sur está el monte Idaho («Mount Idaho», 3.677 m), el pico Leatherman («Leatherman Peak», 3.727 m), el monte Iglesia («Mount Church», 3.720 m), el monte Breitenbach («Mount Breitenbach», 3.700 m), y la montaña Lost River («Lost River Mountain», 3.681 m). Al este de esta sección de la cordillera se encuentra los remotos cañones del Alto Valle Pashimeroi («Upper Pashimeroi Valley»), incluyendo el pintoresco lago Merriam.
La cordillera desciende entonces a la cumbre del paso Pass Creek (Pass Creek Summit), la segunda carretera que cruza su cresta. Continua hasta la montaña King («King Mountain», con 3.235 m), un sitio favorito para las alas delta. Por último, desciende bruscamente al valle del río Snake cerca de la comunidad de Arco, hasta una altura de 1.615 m.